# Denis Bérardier
Pour les articles homonymes, voir Bérardier.
Denis Bérardier, né le 26 mars 1735  à Quimper et mort le 1er mai 1794 à Paris, est un prêtre catholique, théologien, pédagogue et homme politique français.
Professeur au collège de Quimper, puis au collège Louis-le-Grand de Paris, il y a pour élèves Camille Desmoulins et Maximilien de Robespierre, par qui il sera protégé durant la Révolution, bien que, député à l'Assemblée nationale constituante, il ait siégé dans les rangs de la droite et refusé de prêter le serment constitutionnel exigé des prêtres. Incarcéré en 1792, il échappe grâce à eux aux massacres de Septembre (1792) et meurt paisiblement dans son collège, renommé « Égalité », à l'apogée de la Terreur, alors que Camille Desmoulins a été guillotiné le 5 avril précédent.

## Biographie

### Origines familiales et formation
Denis est le fils de Pierre Bérardier et de Marie-Élisabeth Bousquet (née en 1709), fille du faïencier Pierre Bousquet (vers 1673-1749), fondateur de la première faïencerie de Quimper, à Locmaria, en 1708 (par le jeu des mariages, l'entreprise de Pierre Bousquet échoit dans les années 1780 à la famille de la Hubaudière (marque « HB »), qui la conserve ensuite jusqu'en 1917). 
Il suit les cours du collège tenu par les jésuites à Quimper, puis étudie à l'université de Paris où il obtient sa licence puis son doctorat en théologie.

### Carrière professorale
Il revient à Quimper et enseigne la rhétorique au collège, dont il est nommé principal à la rentrée de 1762, au moment de l'expulsion des Jésuites. Modèle:Cfrefnec
Il s'oppose au nouvel évêque de Cornouaille, Toussaint-François-Joseph Conen de Saint-Luc, qui veut imposer son autorité à l'établissement. 
Il obtient sa nomination au collège Louis-le-Grand de Paris en 1778, grâce à son ami le cardinal Louis de Rohan (1697-1779). À Parus, il est aussi syndic de la faculté de Théologie.
Au collège, il a pour élèves Luce de Lancival (1764-1810), Camille Desmoulins (1760-1794) et Maximilien de Robespierre (1758-1794). Grâce à ce dernier, originaire d'Arras, il obtient en 1787 un bénéfice de chanoine au chapitre de la cathédrale d'Arras[réf. nécessaire]. À l'occasion de sa fête, ses élèves lui offrent un recueil de poésies qu'ils ont composées en son honneur et le surnomment « Fénelon Bérardier ».

### Député à l'Assemblée nationale constituane (1790-1791)
Au début de 1789, il est élu député suppléant du clergé de Paris aux états généraux, qui, réunis le 5 mai à Versailles, deviennent l'Assemblée nationale constituante le 9 juillet.
Bérardier siège à partir du 22 janvier 1790 à la suite de la mort le 21 du titulaire, l'abbé Legros (1712-1790). Il siège dans l'aile droite de l'assemblée.
Il s'oppose à Mirabeau au sujet de la constitution civile du clergé (12 juillet 1790) et publie un ouvrage « réédité quatorze fois en six mois ». 
En décembre 1790, il intervient en faveur de Camille Desmoulins pour qu'il se puisse se marier à l'église Saint-Sulpice, selon le vœu de sa belle-famille et malgré ses écrits anti-religieux dans Le Vieux Cordelier. Lors de la cérémonie, il prononce un prône très politique devant un parterre de députés émus. Robespierre, témoin de l'époux, en est marqué. 
Comme les autres députés à la Constituante, il ne peut pas se présenter aux élections de septembre 1791 pour l'Assemblée nationale législative.

### Après la Constituante (octobre 1791-mai 1794)
En 1792, la situation politique se tend à l'intérieur comme à l'extérieur (début de la guerre contre l'Autriche). Les sans-culottes parisiens les plus révolutionnaires sont hostiles non seulement au roi Louis XVI, mais aussi aux prêtres qui refusent de prêter le serment constitutionnel prévu par la loi. C'est même le début d'une période de déchristianisation. Le 10 août, Louis XVI est renversé et incarcéré.
Incarcéré lui aussi à cette époque, Denis Bérardier échappe de peu aux massacres de Septembre grâce à la protection de Desmoulins et Robespierre, qui, élus députés de Paris à la Convention nationale, se trouvent à la tête du groupe des montagnards . 
Sans avoir prêté le serment, il est rétabli à la tête du collège, alors appelé « collège Égalité ».
En 1793, le chef-lieu du Finistère est transféré à Landerneau par mesure de rétorsion contre les administrateurs du département jugés trop légalistes par les montagnards. Il intervient avec succès en faveur de Quimper. 

### Mort et funérailles
Robespierre attend l'annonce de sa mort pour l'envoyer quérir et se dédouaner de l'avoir protégé, puis proclame quelques jours après le culte de l'"Être suprême".[pas clair]

## Publications
- Les principes de la foi sur le gouvernement de l'église en opposition avec la constitution civile du clergé ou Réfutation du développement de l'opinion de M. Camus. Par l'Abbé Bérardier, docteur & ancien syndic de la faculté de Théologie de Paris (1791)
- L'Église constitutionnelle confondue par elle-même, par une Société de théologiens. Ouvrage dans lequel on réfute : 1° l'Accord des vrais principes de l'Église par les dix-huit évêques constitutionnels membres de l'Assemblée constituante ; ensemble un écrit du sieur Ollitrault, directeur du séminaire de Quimper, imprimé aux frais du département et répandu avec profusion dans toute la Bretagne ; 2° l'Instruction ou catéchisme sur la constitution civile du clergé, par MM. Mainguy et Lanjuinais ; 3° la Lettre pastorale de l'évêque du département du Tarn ; enfin les principales objections répandues dans tous les autres ouvrages constitutionnels (1792) [les auteurs sont l'abbé Bérardier et l'abbé Blandin]

## Hommages
Dans son roman Ange Pitou, Alexandre Dumas le décrit comme un directeur très paternel et aimé de ses élèves.
Son nom a été donné en 1911 à la place de l'église de Locmaria, située entre l'église et la faïencerie, pour le remercier d'avoir eu un rôle déterminant à l'Assemblée nationale constituante dans le choix de Quimper comme chef-lieu du Finistère (mars 1790), à la place de Landerneau.